# Мексикано-шведские отношения
Мексикано-шведские отношения — двусторонние дипломатические отношения между Мексикой и Швецией. Страны являются членами Организации экономического сотрудничества и развития, а также Организации Объединённых Наций.

## История
Первый официальный контакт между странами состоялся в 1850 году, когда в городе Веракрус было открыто шведское консульство. 29 июля 1885 года был подписан Договор о дружбе, торговле и судоходстве. В 1956 году открылось посольство Швеции в Мексике.
В 1980 году президент Мексики Хосе Лопес Портильо совершил официальный визит в Швецию. В 1982 году состоялся официальный визит короля Швеции Карла XVI Густава и королевы Сильвии в Мексику. В 2002 году состоялся второй государственный визит королевской четы в Мексику. Также состоялись несколько официальных визитов на высшем уровне президентов Мексики и премьер-министров Швеции в столицы друг друга.
В 1982 году бывший министр иностранных дел Мексики Альфонсо Гарсия Роблес и шведский политик Альва Мюрдаль получили Нобелевскую премию мира «за великолепную работу на переговорах в Организации Объединённых Наций по разоружению, где они сыграли решающую роль и завоевали международное признание». В 2013 году премьер-министр Швеции Йон Фредрик Райнфельдт посетил Мексику с официальным визитом, где провёл переговоры с президентом Мексики Энрике Пенья Ньето. В ходе визита стороны подчеркнули важность отношений между двумя странами и подписали несколько двусторонних соглашений.

## Визиты на высоком уровне
Из Мексики в Швецию:
- Президент Хосе Лопес Портильо (1980)
- Президент Мигель де ла Мадрид (1988)
- Президент Карлос Салинас (1993)
- Президент Винсенте Фокс Кесада (2003)

Из Швеции в Мексику:
- Премьер-министр Турбьёрн Фельдин (1981)
- Король Карл XVI Густав (1982, 2002)
- Премьер-министр Улоф Пальме (1984)
- Премьер-министр Ингвар Карлссон (1986)
- Премьер-министр Йон Фредрик Райнфельдт (2013)

## Двусторонние соглашения
Между странами подписано несколько двусторонних соглашений, таких как: Договор о дружбе, торговле и судоходстве (1885); Соглашение об отмене виз для владельцев обычных паспортов (1954); Соглашение о научно-техническом сотрудничестве (1980); Соглашение об избежании двойного налогообложения и предотвращении налогового мошенничества (1993); Договор о свободной торговле между Европейским союзом и Мексикой (1997); Соглашение об учреждении Совместной комиссии для обсуждения общих интересов (1998); Соглашение о взаимном поощрении и защите инвестиций (2000); Соглашение о кредитно-экспортном сотрудничестве (2013) и Соглашение о сотрудничестве в горнодобывающей промышленности (2013).

## Транспортное сообщение
Между Мексикой и Швецией есть прямые рейсы следующих авиакомпаний: «Thomas Cook Airlines Scandinavia» и «TUIfly Nordic».

## Торговля
В 1997 году Мексика подписала соглашение о свободной торговле с Европейским союзом (в который входит Швеция). В 2018 году объём товарооборота между Мексикой и Швецией составил сумму 1 миллиард долларов США. Швеция является 31-м крупнейшим торговым партнёром Мексики в мире. Мексика экспортирует в Швецию: промышленные товары и алкоголь. Экспорт Швеции в Мексику: промышленная продукция, автомобили и фармацевтика. В Мексике представлены более 200 шведских компаний, среди которых: «AstraZeneca», «Ericsson», «Svenska Cellulosa Aktiebolaget» и «Volvo».

## Дипломатические представительства
- Мексика имеет посольство в Стокгольме[13].
- Швеция содержит посольство в Мехико[14].